# ایوان کلیما
ایوان کلیما (به چکی: Ivan Klíma) متولد (۱۴ سپتامبر ۱۹۳۱) در پراگ است. او نویسنده، مقاله‌نویس، نمایش‌نامه‌نویس و روزنامه‌نگار اهل جمهوری چک است.

## زندگی
او سال‌های دوره کودکی خود را در ترزین اشتات گذراند. کلیما در ۷۹ سالگی در گفتگویی که با مجله مهرنامه کرد دربارهٔ زندگی آن سال‌ها گفته است «در ترزین اشتات که من سه سال و نیم آنجا بودم اتاق گاز نبود. با این حال صدها جسد دیدم. در آنجا مرگ یک تجربه روزانه بود. من به مرگ عادت کرده بودم و حتی دست کشیدن به یک جسد دیگر هیجانی برای من نداشت.»
بعد از بهار پراگ بسیاری از آثار او و دوستانش ممنوع‌الانتشار شدند. با این حال از چک خارج نشد و به گفته خودش کنار شادی‌ها و غم‌های هم‌وطنانش ماند. یک سال قبل از بهار پراگ نیز به دلیل انتقادهایش از حکومت کمونیستی چکسلواکی بازداشت شد.
او سال ۱۹۶۹ برای یک ترم به دعوت از دانشگاه میشیگان آمریکا برای تدریس به این کشور رفت. یک سال بعد دوباره به پراگ بازگشت و به نوشتن نمایشنامه و داستان پرداخت. اما این آثار تا سال ۱۹۸۹ فقط در خارج از چکسلواکی منتشر می‌شدند.
کلیما سال ۲۰۰۲ توانست جایزه فرانتس کافکا را به خاطر یک عمر فعالیت ادبی از آن خود کند.

## آثار کلیما در فارسی
ایوان کلیما با کتاب روح پراگ در ایران معرفی شد. سال ۱۳۸۷ نسخه فارسی این کتاب همزمان از سوی دو ناشر با نام‌های انتشارات آگه و نشر نی منتشر شد. غیر از روح پراگ که خشایار دیهیمی نیز آن را ترجمه کرده است مترجم بقیه آثار کلیما در ایران فروغ پوریاوری است.
کلیما اکنون در کنار میلان کوندرا و واسلاو هاول یکی از بزرگترین نویسندگان ادبیات چک به شمار می‌رود که عمده آثارش دربارهٔ تاریکی‌های دوره حکومت دیکتاتورها بر مردم است.

## آثار
- عشق و زباله، ترجمۀ فریده گوینده، نشر لِگا، ۱۴۰۰
- روح پراگ، ترجمه فروغ پوریاوری، انتشارات آگه، ۱۳۸۷
- در انتظار تاریکی، در انتظار روشنایی، ترجمه فروغ پوریاوری، انتشارات آگه، ۱۳۸۸؛ ترجمه گلبرگ برزین، نشر افکار، ۱۳۹۰
- کار گل، ترجمه فروغ پوریاوری، انتشارات آگه، ۱۳۸۹
- نه فرشته نه قدیس، ترجمه حشمت کامرانی، نشر نو، ۱۳۹۳
- در میانه امنیت و ناامنی ، ترجمه فروغ پوریاوری، انتشارات آگه، ۱۳۹۳
- قرن دیوانه من ، ترجمه فروغ پوریاوری؛ نشر ثالث

مجموعه داستان «کار گِل» شامل هفت داستان کوتاه دربارهٔ سرگذشت نویسندگان و روشن‌فکران چکسلواکی در زمان اشغال این کشور توسط شوروی سابق است که در آن زمان «ممنوع‌القلم» بودند و به ناچار به کارگری در حوزه‌های مختلف می‌پرداختند.
این کتاب را نشر آگه با ترجمه فروغ پوریاوری در ۲۸۸ صفحه سال ۱۳۸۹ منتشر کرد.